# Lemanea
Lemanea ist eine im Süßwasser vorkommende Gattung der Rotalgen (Rhodophyta). Sie besteht aus rund 15 Arten. Ein in Mitteleuropa vorkommender Vertreter ist die Borsten-Rotalge (Lemanea fluviatilis).

## Merkmale
Die Gametophyten sind borstenförmige und nicht oder wenig verzweigte Algen von 10 bis 25 cm Länge. Ihr Durchmesser beträgt rund zwei Millimeter. Sie sind in regelmäßigen Abständen knotig verdickt. Im Längsschnitt ist ein komplex gebauter Hohlzylinder zu erkennen, in dessen Inneren ein Zentralfaden verläuft. Von den Enden des Zentralfadens gehen je vier Seitenzweige aus. Diese verzweigen sich reichlich und bilden den Mantel des Hohlzylinders. Die Zellen enthalten wenige scheibenförmige, wandständige Plastiden. Diese sind oliv bis blaugrün, nie jedoch rein grün.
Die einzelnen Arten unterscheiden sich nach Größe, Verzweigungsgrad, nach dem Vorhandensein von Rindenzellen um den Zentralfaden, nach der Färbung und der Geschlechtsverteilung.
Ungeschlechtliche Fortpflanzung ist von dieser Gattung nicht bekannt. Die geschlechtliche Fortpflanzung der Gattung entspricht dem komplexen Generationswechsel der Rotalgen mit Gametophyt, Karposporophyt und einem morphologisch stark abweichenden Sporophyten, der sogenannten Chantransia-Phase. Aus Zellen der Chantransia-Phase bilden sich nach erfolgter Reduktionsteilung wiederum Gametophyten.

## Vorkommen
Die Vertreter der Gattung sind relativ selten und kommen in sauerstoffreichen, schnellfließenden, kühlen Bächen und Flüssen vorwiegend im Mittelgebirge vor. Weitere Standorte sind in der Spritzwasserzone von Wehren und Steinen. Sie kommen auch oberhalb der Wasserlinie vor.

## Belege
- Karl-Heinz Linne von Berg, Michael Melkonian u. a.: Der Kosmos-Algenführer. Die wichtigsten Süßwasseralgen im Mikroskop. Kosmos, Stuttgart 2004, ISBN 3-440-09719-6, S. 288.
- M.D. Guiry & G.M. Guiry: Lemanea. AlgaeBase. World-wide electronic publication, National University of Ireland, Galway. Abgerufen am 30. August 2017.